# Анжелика (имя)
Анжели́ка — женское имя, образованное от латинского angelicus — «ангельский». Происходит от греческого «ангелос» и означает «вестник, ангел». Считается, что Анжелика — это вариант произношения имени Ангелина, но эти имена являются родственными и часто используются как взаимозаменяющие уменьшительно-ласкательные формы обращения. Не стоит путать с родственными именами Анжела (Анджела) и Анжелина (Анджелина). Уменьшительно-ласкательные обращения Лика и Лина являются признанным сокращением имени.

## Именины в разных странах
Для имени Анжелика указаны католические именины.
- Венгрия — 27 января
- Германия — 4 января, 27 января
- Польша 26 мая — в честь бл. Марии Анжелики Мастроти ди Папасидеро (1851—1896)
- 6 декабря — в честь бл. Анжелики из Милаццо
- Латвия — 31 июля
- Финляндия — 8 декабря
- Чехия — 11 марта
- Швеция — 7 декабря
- Эстония — 6 сентября